# Transverse City
Transverse City är ett musikalbum av Warren Zevon, lanserat 1989 på skivbolaget Virgin Records och Zevons sjunde studioalbum. Ett flertal kända musiker, som Neil Young, Jerry Garcia, David Gilmour, Mike Campbell, och Jack Casady medverkar som gästartister på skivan. Zevon gjorde 1987 comeback med albumet Sentimental Hygiene men denna efterföljande skiva blev inte en lika stor framgång som det albumet. Låten "Run Straight Down" låg dock på Billboards lista Mainstream Rock Songs under sex veckor.

## Låtlista
(låtar utan angiven upphovsman skrivna av Warren Zevon)
1. "Transverse City" (Stefan Arngrim, Zevon) - 4:19
2. "Run Straight Down" - 4:05
3. "The Long Arm of the Law" - 3:47
4. "Turbulence" - 4:08
5. "They Moved the Moon" - 4:31
6. "Splendid Isolation" - 4:35
7. "Networking" (Arngrim, Zevon) - 3:02
8. "Gridlock" - 4:34
9. "Down in the Mall" - 4:28
10. "Nobody's in Love This Year" - 4:17